# Idol 2023
Idol 2023 är den 19:e säsongen av tv-programmet Idol i Sverige. Sändningarna pågår i TV4 och TV4 Play mellan den 28 augusti och 1 december 2023. För den tolfte säsongen i ordningen är Pär Lernström programledare, och denna säsong har han dessutom den andra programledaren Amie Bramme Sey vid sin sida, som därmed ersätter Anis Don Demina som hans sidekick. Juryn utgörs för den tredje säsongen i följd av kvartetten Kishti Tomita, Katia Mosally, Anders Bagge och Alexander Kronlund. Inför TV-sändningarna gick TV4 ut med informationen att säsongens vinnares skivkontrakt kommer att vara värt cirka 1 miljon kronor, i vilket tillgång till PR, team och A&R ingår.
Finalen planeras äga rum i Avicii Arena i Stockholm den 1 december.

## Om programmet
Under pågående produktion av den föregående säsongen, som sändes hösten 2022, gav TV4 besked om att de skulle producera ytterligare en säsong av Idol under 2023. I oktober 2022 öppnade kanalen för ansökan om att delta i denna säsong samtidigt som de även öppnade möjligheten att tipsa Idols redaktion om möjliga deltagare. Dessa två söktjänster sades initialt vara öppna till den 6 mars 2023, medan själva inspelningarna av audition och slutaudition genomfördes under vårmånaderna i Luleå, Malmö, Göteborg och Stockholm.
TV-sändningarna från auditions är planerade att visas tre-fyra dagar i veckan mellan den 28 augusti och 14 september medan slutaudition, som denna gång avgörs gemensamt för alla deltagare som går vidare från första audition, är planerad att delas upp i fyra delar med sändningsdatum mellan den 18 och 21 september. Momentet kvalveckan, då de deltagare som juryn har valt ut från slutaudition tävlar om att gå vidare till de direktsända fredagsfinalerna, är planerad att avgöras från en TV-studio i Spånga mellan den 25 och 29 september medan veckofinalerna är planerade att vara åtta till antalet med sändningsdatum fredagarna den 6, 13, 20 och 27 oktober samt 3, 10, 17 och 24 november. Finalen är planerad att äga rum den 1 december.

### Regler
Nedan är några av de regler som deltagare i programmet måste följa:
- För att få delta i Idol 2023 måste deltagaren vara minst 16 år (senast den 1 september 2023) och vara folkbokförd i Sverige.
- Man får bara söka till programmet som soloartist även om s.k. gruppmoment kan förekomma under säsongen.
- Om man har deltagit som tävlande i en tidigare säsongs veckofinaler i Idol som TV4 har producerat får man inte söka igen.
- Under sin medverkan i Idol får deltagaren inte ge ut musik på egen hand och/eller ha pågående skivkontrakt, i alla fall inte så länge vederbörande är kvar i programmet. Däremot spelar det ingen roll om personen i fråga tidigare har haft utgiven musik och/eller skivkontrakt. TV4 tillåter även att deltagare får ha separata management-avtal.

### Förändringar från tidigare säsonger
- TV4 gick initialt ut med att endast digitala ansökningar skulle tillåtas, men öppnade upp för spontana ansökningar under auditionturnén genom det nya momentet Idolexpressen.[3]
- Säsongsfinalen är planerad att avgöras den 1 december, vilket blir första säsongen sedan 2021 som avgörs i december månad.[3]
- Finalen flyttas från Tele2 Arena till Avicii Arena, där många tidigare Idolfinaler har avgjorts.[7]
- Under auditionturnén tog TV4 in fyra coacher, en per stad, som stöd för de personer som sökte till Idol 2023.[1]
- För första gången sedan Idol 2019 kommer momentet Slutaudition att genomföras gemensamt för alla deltagare som kvalar vidare från de inledande auditionprogrammen. I säsongerna som producerades mellan åren 2020 och 2022 genomfördes momentet istället uppdelat för varje stad som Idol besökte under auditionturnén, alternativt att de personer som kvalat vidare från respektive audition i samma stad fick genomföra momentet tillsammans i Stockholm.[9]
- A cappella-momentet i slutaudition skedde för första gången utomhus.
- Kvalveckan kommer i denna säsong återgå till att sändas från en TV-studio istället för vid en utomhusscen (som det var vid föregående säsongs kvalvecka).[11]

## Auditionturnén
Under mars och april 2023 genomförde TV4 inspelningarna av säsongens auditions vilka ägde rum i Luleå, Malmö, Göteborg och Stockholm. Inför dessa inspelningar hade alla som ville söka till programmet fått skicka in en hemmainspelning med sin audition till Idols redaktion, som i sin tur granskade och valde ut vilka sökande som skulle få göra sin audition för programmets jury. Under inspelningarna av auditions tillät dock TV4 deltagare att söka spontant genom det nya momentet Idolexpressen. Spontana ansökningar hade senast tillåtits under inspelningarna av 2019 års Idolsäsong. Vid den fysiska TV-inspelade auditionen fick deltagare välja om de ville framföra sina nummer som a cappella och/eller med ett instrument som exempelvis piano eller gitarr. I mån av tid kunde man även få ha med någon som kompade på något instrument.
Nedan presenteras de datum och platser då inspelningarna ägde rum, vilken artistcoach varje stad hade och hur många som gick vidare till slutaudition från varje stad.
| Stad      | Inspelningsdatum | Inspelningsplats | Artistcoach     | Sändningsdatum | Antalet guldbiljetter |
| --------- | ---------------- | ---------------- | --------------- | -------------- | --------------------- |
| Stockholm | 25–26 april      | Kulthurhuset     | Chris Kläfford  | 28 augusti     | Ej känt               |
| Göteborg  | 11 april         | Hotel Eggers     | Hanna Ferm      | 29–30 augusti  | Ej känt               |
| Malmö     | 13 april         | Mitt Möllan      | Pa Modou Badjie | 4 september    | Ej känt               |
| Luleå     | 26 mars          | Storgatan 44     | Maxida Märak    | Ej känt        | Ej känt               |

## Kvalveckan
Här listas de 22 deltagare som tog sig till kvalveckan som avgjordes 25–29 september 2023.
| Namn                   | Ålder | Hemort                | Vidare till veckofinalerna |
| ---------------------- | ----- | --------------------- | -------------------------- |
| Agnes "Liza" Frisk     | 17    | Helsingborg           | Eliminerad                 |
| Alicia Goncalves       | 20    | Göteborg              | Eliminerad                 |
| Antranik Khantarashian | 19    | Södertälje            | Vidare                     |
| Aus Ayob               | 28    | Jönköping             | Vidare                     |
| Cimberly Wanyonyi      | 18    | Skellefteå            | Vidare                     |
| Deya Boström Säfström  | 23    | Ljungskile            | Eliminerad                 |
| Emil Eriksson          | 21    | Trångsund             | Vidare                     |
| Filip Jukic            | 19    | Göteborg              | Eliminerad                 |
| Fredrik Strand         | 24    | Llançà (Spanien)      | Vidare                     |
| Ida Zohlen Danielsson  | 20    | Staffanstorp          | Eliminerad                 |
| Isak Uddström          | 19    | Piteå                 | Vidare                     |
| Jordan Rawling         | 24    | Belfast (Nordirland)  | Vidare                     |
| Louisa Hoxha           | 16    | Uppsala               | Vidare                     |
| Love Strandberg        | 26    | Stockholm             | Eliminerad                 |
| My Cronblad            | 21    | Mölndal               | Eliminerad                 |
| Nikolina Lekic         | 19    | Kalmar                | Eliminerad                 |
| Olivia Aliotti         | 16    | Saltsjö-Boo           | Vidare                     |
| Rasmus Dahlström       | 19    | Karlskrona            | Eliminerad                 |
| Saga Ludvigsson        | 17    | Örby (Marks kommun)   | Vidare                     |
| Simon Näslund          | 23    | Huskvarna / Stockholm | Vidare                     |
| Theo Söderqvist        | 21    | Göteborg              | Eliminerad                 |
| Tilda Vodusek          | 18    | Umeå                  | Vidare                     |

### Regler
I varje kvalheat gick den som fick mest röster direkt vidare till veckofinalerna medan den som fick minst röster tvingades lämna Idol. De övriga deltagarna tvingades hoppas på en wild-card-plats in i kvalfinalen. I kvalfinalen valde juryn ut elva wild-cards bland dessa deltagare att delta i kvalfinalen, där de åtta bästa gick vidare till veckofinalerna.

### Kvalprogram 1
Avgjordes den 25 september 2023. Den svartmarkerade är den som röstades direkt till veckofinalerna. Den rödmarkerade är den som tvingades lämna Idol.
1. Aus Ayob – "Bring Me to Life" av Evanescence
2. Olivia Aliotti – "Unstoppable" av Sia
3. Antranik Khantarashian – "When We Were Young" av Adele
4. Agnes "Liza" Frisk – "Telephone" av Lady Gaga
5. Fredrik Strand – "Stad i ljus" av Tommy Körberg

### Kvalprogram 2
Avgjordes den 26 september 2023. Den svartmarkerade är den som röstades direkt till veckofinalerna. Den rödmarkerade är den som tvingades lämna Idol.
1. Nikolina Lekic – "Writing's on the Wall" av Sam Smith
2. Filip Jukic – "All Night Long (All Night)" av Lionel Richie
3. Cimberly Wanyonyi – "Think" av Aretha Franklin
4. My Cronblad – "Creep" av Postmodern Jukebox
5. Emil Eriksson – "Gravity" av John Mayer
6. Isak Uddström – "Måndagsbarn" av Veronica Maggio

### Kvalprogram 3
Avgjordes den 27 september 2023. Den svartmarkerade är den som röstades direkt till veckofinalerna. Den rödmarkerade är den som tvingades lämna Idol.
1. Louisa Hoxha – "It's a Man's World" av James Brown
2. Tilda Vodusek – "You Shook Me All Night Long" av AC/DC
3. Love Strandberg – "Far Away" av Yebba
4. Rasmus Dahlström – "Josefin" av Albin Lee Meldau
5. Theo Söderqvist – "Falling" av Harry Styles
6. Deya Boström Säfström – "Till slutet av augusti" av Moonica Mac

### Kvalprogram 4
Avgjordes den 28 september 2023. Den svartmarkerade är den som röstades direkt till veckofinalerna. Den rödmarkerade är den som tvingades lämna Idol.
1. Alicia Goncalves – "Oscar Winning Tears." av Raye
2. Jordan Rawling – "Wish You The Best" av Lewis Capaldi
3. Simon Näslund – "Himlen runt hörnet" av Lisa Nilsson
4. Ida Zohlen Danielsson – "Ex's & Oh's" av Elle King
5. Saga Ludvigsson – "Unhealthy" av Anne-Marie ft. Shania Twain

### Kvalfinalen
Avgjordes den 29 september 2023. De fetmarkerade namnen är de som gick vidare till veckofinalerna. De övriga tvingades lämna Idol.
1. Isak Uddström – "Kärlekens tunga" av Petra Marklund
2. Nikolina Lekic – "Send My Love (To Your New Lover)" av Adele
3. Antranik Khantarashian – "Jealous" av Labrinth
4. Aus Ayob – "Never Tear Us Apart" av INXS
5. Emil Eriksson – "Love in the Dark" av Adele
6. Theo Söderqvist – "Us" av James Bay
7. Jordan Rawling – "Dancing on My Own" av Calum Scott
8. Deya Boström Säfström – "Notion" av Tash Sultana
9. Simon Näslund – "Go the Distance" av Michael Bolton
10. Olivia Aliotti – "Call Out My Name" av The Weeknd
11. Louisa Hoxha – "Hurt" av Christina Aguilera

#### Fick inget wild-card
Här nedan listas de tre deltagare som inte fick någon wild-card-plats och därmed tvingades lämna Idol.
- Filip Jukic
- Ida Zohlen Danielsson
- Rasmus Dahlström

## Veckofinalerna

### Vecka 1: Premiärfest!
Avgjordes den 6 oktober 2023.
1. Cimberly Wanyonyi – "I Will Survive" av Gloria Gaynor
2. Aus Ayob – "River" av Bishop Briggs
3. Isak Uddström – "Vandraren" av Nordman (Daniela Rathanas version)
4. Fredrik Strand – "Feeling Good" av Gilbert Price (Nina Simones version)
5. Saga Ludvigsson – "Goliath" av Smith & Thell
6. Jordan Rawling – "Castle on the Hill" av Ed Sheeran
7. Emil Eriksson – "With or Without You" av U2
8. Louisa Hoxha – "Where Have You Been" av Rihanna
9. Tilda Vodusek – "Rolling in the Deep" av Adele
10. Antranik Khantarashian – "I Feel It Coming" av The Weeknd
11. Olivia Aliotti – "Diamonds" av Rihanna
12. Simon Näslund – "Bed I Made" av Allen Stone

#### Utröstningen
Här nedan listas de tre sist utropade deltagarna, varav den som erhöll minst antal tittarröster.
| Fredrik Strand | Antranik Khantarashian | Isak Uddström |

Fotnot: Den deltagare som är markerad med mörkgrå färg (den längst till vänster) tvingades att lämna tävlingen.

### Vecka 2: Idol of Fame
Avgjordes den 13 oktober 2023.
1. Olivia Aliotti – "Voices" av Tusse
2. Cimberly Wanyonyi – "Release Me" av Agnes
3. Simon Näslund – "Säga mig" av Linnea Henriksson
4. Saga Ludvigsson – "Kingdom Come" av Anna Bergendahl
5. Jordan Rawling – "Euphoria" av Loreen
6. Emil Eriksson – "Brinner i bröstet" av Danny Saucedo
7. Louisa Hoxha – "Torn" av Lisa Ajax
8. Tilda Vodusek – "You" av Robin Stjernberg
9. Isak Uddström – "Svag" av Victor Leksell
10. Aus Ayob – "Tattoo" av Loreen
11. Antranik Khantarashian – "Starkare" av Darin

#### Utröstningen
Här nedan listas de tre sist utropade deltagarna, varav den som erhöll minst antal tittarröster.
| Aus Ayob | Olivia Aliotti | Emil Eriksson |

Fotnot: Den deltagare som är markerad med mörkgrå färg (den längst till vänster) tvingades att lämna tävlingen.

### Vecka 3: Sveriges bästa låtar
Avgjordes den 20 oktober 2023.
1. Jordan Rawling – "Without You" av Avicii ft. Sandro Cavazza
2. Saga Ludvigsson – "Lush Life" av Zara Larsson
3. Antranik Khantarashian – "Black Car" av Miriam Bryant
4. Cimberly Wanyonyi – "Come Along" av Titiyo
5. Olivia Aliotti – "Hold Me Closer" av Cornelia Jakobs
6. Tilda Vodusek – "Burnin'" av Cue
7. Louisa Hoxha – "Habits (Stay High)" av Tove Lo
8. Isak Uddström – "Ett sista glas" av Sven-Bertil Taube (Miriam Bryants version)
9. Simon Näslund – "Allt det vackra" av Benjamin Ingrosso
10. Emil Eriksson – "Vem tänder stjärnorna?" av Eva Dahlgren

#### Utröstningen
Här nedan listas de tre sist utropade deltagarna, varav den som erhöll minst antal tittarröster.
| Emil Eriksson | Antranik Khantarashian | Louisa Hoxha |

Fotnot: Den deltagare som är markerad med mörkgrå färg (den längst till vänster) tvingades att lämna tävlingen.

### Vecka 4: Super Stars
Avgjordes den 27 oktober 2023.
1. Simon Näslund – "How Will I Know" av Whitney Houston
2. Olivia Aliotti – "What Was I Made For?" av Billie Eilish
3. Jordan Rawling – "The Climb" av Miley Cyrus
4. Louisa Hoxha – "Fighter" av Christina Aguilera
5. Tilda Vodusek – "If I Could Turn Back Time" av Cher
6. Isak Uddström – "Try" av Pink
7. Cimberly Wanyonyi – "The Greatest Love of All" av Michael Masser och Linda Creed (Whitney Houstons version)
8. Antranik Khantarashian – "Can't Help Falling in Love" av Elvis Presley
9. Saga Ludvigsson – "Jolene" av Dolly Parton

#### Utröstningen
Här nedan listas de tre sist utropade deltagarna, varav den som erhöll minst antal tittarröster.
| Olivia Aliotti | Tilda Vodusek | Isak Uddström |

Fotnot: Juryn utnyttjade sin sista chans denna säsong att dela ut sin livboj. Olivia blev därmed kvar i tävlingen.

### Vecka 5: Gospel
Avgjordes den 3 november 2023.
1. Louisa Hoxha – "Man in the Mirror" av Michael Jackson
2. Tilda Vodusek – "If I Can Dream" av Elvis Presley
3. Isak Uddström – "Him" av Sam Smith
4. Olivia Aliotti – "Rise Up" av Andra Day
5. Antranik Khantarashian – "Himlen är oskyldigt blå" av Ted Gärdestad
6. Cimberly Wanyonyi – "Survivor" av Destiny's Child
7. Saga Ludvigsson – "This Is Me" av Keala Settle
8. Simon Näslund – "Praise You" av Samuel Ljungblahd
9. Jordan Rawling – "I'll Be Waiting" av Cian Ducrot

#### Utröstningen
Här nedan listas de fyra sist utropade deltagarna, varav två som erhöll minst antal tittarröster.
| Olivia Aliotti | Isak Uddström | Tilda Vodusek | Jordan Rawling |

Fotnot: De deltagare som är markerade med mörkgrå färg (de längst till vänster) tvingades att lämna tävlingen.

### Vecka 6: Duettkväll
Avgjordes den 10 november 2023.
1. Tilda Vodusek och Uno Svenningsson – "Vågorna"
2. Antranik Khantarashian och Olivia Lobato – "Haglar"
3. Simon Näslund och Caspar Camitz – "High Up Above"
4. Louisa Hoxha och Sarah Dawn Finer – "Kärleksvisan"
5. Cimberly Wanyonyi och Linnea Henriksson – "Halmstad"
6. Jordan Rawling och Isak Danielson – "Broken"
7. Saga Ludvigsson och Orup – "Upp över mina öron"

#### Utröstningen
Här nedan listas de fyra sist utropade deltagarna, varav två som erhöll minst antal tittarröster.
| Antranik Khantarashian | Tilda Vodusek | Cimberly Wanyonyi | Jordan Rawling |

Fotnot: De deltagare som är markerade med mörkgrå färg (de längst till vänster) tvingades att lämna tävlingen.

### Vecka 7: Kärlek + tittarnas val
Avgjordes den 17 november 2023.

#### Rond 1: Kärlek
1. Cimberly Wanyonyi – "Bed of Roses" av Bon Jovi
2. Jordan Rawling – "Say You Won't Let Go" av James Arthur
3. Saga Ludvigsson – "You Are the Reason" av Calum Scott
4. Simon Näslund – "Säg det igen" av Lisa Nilsson
5. Louisa Hoxha – "Not About Angels" av Birdy

#### Rond 2: Tittarnas val
1. Cimberly Wanyonyi – "(You Make Me Feel Like) A Natural Woman" av Aretha Franklin
2. Jordan Rawling – "How Do I Say Goodbye" av Dean Lewis
3. Saga Ludvigsson – "Before He Cheats" av Carrie Underwood
4. Simon Näslund – "Jag ska fånga en ängel" av Ted Gärdestad
5. Louisa Hoxha – "One Night Only" av Jennifer Holliday, Sheryl Lee Ralph och Loretta Devine (Jennifer Hudsons version)

#### Utröstningen
Här nedan listas de två sist utropade deltagarna, varav en som erhöll minst antal tittarröster.
| Jordan Rawling | Louisa Hoxha |

Fotnot: Den deltagare som är markerad med mörkgrå färg (den längst till vänster) tvingades att lämna tävlingen.

### Vecka 8: Semifinalen – Juryns val & vägen till finalen
Avgjordes den 24 november 2023.

#### Rond 1: Juryns val
1. Saga Ludvigsson – "Like a Prayer" av Madonna (Miley Cyrus version)
2. Simon Näslund – "Sarah" av Mauro Scocco
3. Louisa Hoxha – "Bound to You" av Christina Aguilera
4. Cimberly Wanyonyi – "And I Am Telling You I'm Not Going" av Jennifer Holliday (Jennifer Hudsons version)

#### Utröstningen (rond 1)
Här nedan listas den första rondens deltagare, som erhöll minst antal tittaröster, och därmed fick lämna tävlingen.
| Louisa Hoxha |

#### Rond 2: Vägen till finalen
1. Saga Ludvigsson – "Here for the Party" av Gretchen Wilson
2. Simon Näslund – "Satan i gatan" av Veronica Maggio
3. Cimberly Wanyonyi – "Girl on Fire" av Alicia Keys

#### Utröstningen (rond 2)
Här nedan listas den andra rondens deltagare, som erhöll minst antal tittaröster, och därmed fick lämna tävlingen.
| Simon Näslund |

## Finalen
Avgjordes den 1 december 2023.

### Rond 1: Eget val
1. Saga Ludvigsson – "Gimme! Gimme! Gimme! (A Man After Midnight)" av Abba
2. Cimberly Wanyonyi – "River Deep – Mountain High" av Ike & Tina Turner

### Rond 2: Da Capo
1. Saga Ludvigsson – "Jolene" av Dolly Parton
2. Cimberly Wanyonyi – "The Greatest Love of All" av Michael Masser och Linda Creed (Whitney Houstons version)

### Rond 3: Vinnarlåten
1. Saga Ludvigsson – "Won't Be Sorry"
2. Cimberly Wanyonyi – "Won't Be Sorry"

### Resultat
Här nedan listas den deltagare som erhöll flest antal tittarröster och därmed vann Idol 2023.
| Vinnaren          |
| Cimberly Wanyonyi |